# Дубовый Лог (Червенский район)
Дубовый Лог (бел. Дубовы Лог) — деревня в Червенском районе Минской области Беларуси. Входит в состав Руднянского сельсовета.

## Географическое положение
Расположена в 24 километрах к северу от Червеня, в 65 км от Минска, в 24 км от железнодорожной станции Смолевичи линии Минск—Орша, в 1,7 км к западу от автодороги Червень—Смолевичи.

## Археология
В 300 метрах к юго-востоку от деревни обнаружен курганный могильник из 6 насыпей, датируемый железным веком, а в 500 метрах к юго-западу, в урочище Колядки — курганный могильник из 6 насыпей, относимый к культуре дреговичей.

## История
Согласно переписи населения Российской империи 1897 года околица Дубовый Лог в составе Гребёнской волости Игуменского уезда Минской губернии, где было 16 дворов, проживали 105 человек. На 1908 год урочище Лог Дубовый, где было 23 двора и 153 жителя. На 1917 год здесь было 20 дворов, где на 1921 год жили 152 человека. 20 августа 1924 года деревня вошла в состав вновь образованного Руднянского сельсовета Червенского района Минского округа (с 20 февраля 1938 — Минской области). Согласно переписи населения СССР 1926 года здесь было 78 дворов, где проживали 455 человек. В 1929 году в деревне был организован колхоз имени Семёна Будённого. В 1930-е годы в Дубовом Логу были кузница, начальная школа и детские ясли-сад. В 1939 году в Дубовый Лог были переселены жители окрестных хуторов Асташонщина, Дулебщина, Мурашки и некоторых других. Во время Великой Отечественной войны деревня была оккупирована немецко-фашистскими захватчиками в конце июня 1941 года. В лесах в районе деревни развернули активную деятельность партизаны бригады «Разгром». 17 жителей деревни погибли на фронтах. Освобождена в начале июля 1944 года. На 1960 год население деревни составило 214 человек. В 1980-е годы она относилась к совхозу имени Ивана Мичурина. На 1997 год в деревне было 29 жилых домов и 62 жителя, тогда здесь работали животноводческая ферма и магазин. На 2013 год 12 круглогодично жилых домов, 28 постоянных жителей.

## Население
- 1897 — 16 дворов, 105 жителей
- 1908 — 23 двора, 153 жителя
- 1921 — 20 дворов, 152 жителя
- 1926 — 78 дворов, 455 жителей
- 1960 — 214 жителей
- 1997 — 29 дворов, 62 жителя
- 2013 — 12 дворов, 28 жителей

## Известные уроженцы
- Дулебо, Антон Николаевич — полковник Советской Армии, участник Великой Отечественной войны, Герой Советского Союза